# Дачия Арена
«Фриу́ли», или «Дачия Арена» — многофункциональный спортивный комплекс в Удине, Италия. В настоящее время стадион в основном используется для проведения футбольных матчей и является домашней ареной для футбольного клуба «Удинезе». Стадион был открыт в 1976 году, его вместимость составляла 41 652. Однако после реконструкции были убраны атлетические дорожки, и построены новые трибуны; вместимость упала до 25 144.
Стадион принимал матчи чемпионата мира 1990 года по футболу. В середине декабря 2024 года стадион был объявлен местом Суперкубка УЕФА 2025.

## Структура
Стадион расположен в Рицце, в 4 км от центра города Удине.
Стадион с 2012 года полностью находится в собственности у клуба «Удинезе». 
В стадионе также имеются помещения для фехтования, гимнастики, боевых искусств, в том числе закрытый спортивный зал.

## Чемпионат мира 1990
В рамках турнира на стадионе состоялось три матча группового этапа:
| Дата         | Команда #1       | Счет | Команда #2 | Раунд    | Зрителей |
| ------------ | ---------------- | ---- | ---------- | -------- | -------- |
| 13 июня 1990 | Уругвай          | 0:0  | Испания    | Группа E | 35,713   |
| 17 июня 1990 | Республика Корея | 1:3  | Испания    | Группа E | 32,733   |
| 21 июня 1990 | Республика Корея | 0:1  | Уругвай    | Группа E | 29,039   |